# Anton Mzimba
Anton Mzimba (11 février 1980 - 26 juillet 2022) est un ancien garde forestier sud-africain et responsable à la réserve naturelle privée de Timbavati. Il est assassiné lors d’une attaque largement soupçonnée d’être liée à son travail de lutte contre le braconnage des rhinocéros dans la région du parc national Kruger.

## Carrière
En juin 1997, Mzimba commence sa carrière de conservation comme membre de l’équipe de terrain chargée de la lutte contre l’érosion dans la réserve naturelle privée de Timbavati.
En avril 1998, il réussit sa formation de base de garde forestier et devient l’un des plus jeunes gardes forestiers de l’unité. En 2003, il est promu caporal instructeur, supervisant un programme de formation destiné à maintenir la forme physique et mentale de son équipe. En 2008, Mzimba est nommé chef des services de garde forestier de la réserve naturelle privée de Timbavati, où il supervise l’équipe de garde forestier et les opérations de sécurité de l’ensemble de la réserve, poste qu’il occupe jusqu’à sa mort.
Mzimba sert également comme conseiller technique auprès du Global Conservation Corps (GCC) et contribue au développement de leur programme Future Rangers, qui propose une éducation à la conservation et des parcours de carrière.

## Décès
Le 26 juillet 2022, après des mois de menaces, des hommes armés se présentent au domicile de Mzimba. Selon la police, ils déclarent que leur voiture est tombée en panne et appellent à l'aide. Lorsqu'ils s'approchent de Mzimba, ils tirent sur lui et sur sa femme. Mzimba ne survit pas à ses blessures, mais sa femme se rétablit complètement. 
La mort de Mzimba suscite la reconnaissance et des appels à l'action de nombreux acteurs du secteur de la conservation, notamment Barbara Creecy, alors ministre des Forêts, de la Pêche et de l'Environnement d'Afrique du Sud, et le prince William de Galles, fondateur et président de United for Wildlife, qui appelle à la justice dans un tweet.

## Hommages
La vie, la mort et la carrière de garde forestier de Mzimba sont retracées dans Rhino Man, un film qui aborde la crise du braconnage des rhinocéros et le rôle des gardes forestiers en Afrique du Sud. Le meurtre d'Anton a lieu en post-production et est ensuite intégré au récit. 
Le film est présenté en avant-première le 13 juin 2023, lors d'une projection privée organisée par United for Wildlife au cinéma de la Battersea Power Station, à Londres, en présence du prince William, prince de Galles, et de la duchesse Sophie d'Édimbourg.
Anton Mzimba et son histoire sont présentés dans plusieurs podcasts.
- 2024 - Tirez le fil - La vie sauvage, saison 1, épisode 4 : Incorruptible[13]
- 2022 - Parc national à la tombée de la nuit - 92 : Les habitants des parcs - Rhino Man avec John Jurko II[14]
- 2022 - Le podcast Rhino Man - Épisode 6 : Anton Mzimba - La vie d'un garde forestier à la réserve naturelle privée de Timbavati[15]
- 2022 - Podcast Voix de la Nature - Épisode 22 : Rhino Man dans les coulisses avec les gardes forestiers et les cinéastes[16]
- 2021 - Podcast Voix de la Nature - Épisode 2 : Anton Mzimba et la vie d'un garde forestier[17]

## Récompenses
En 2016, Mzimba remporte le prix du meilleur garde forestier lors des Rhino Conservation Awards organisés par la Game Rangers Association of Africa (GRAA).
À titre posthume, Mzimba remporte le prix du meilleur garde forestier aux GRAA 2022 African Conservation Awards, et en 2023, il remporte un prix international de garde forestier de l’UICN/ WCPA.

## Note et Références